# Boulevard Edgar-Quinet
Le boulevard Edgar-Quinet est une voie du 14e arrondissement de Paris.

## Situation et accès
Orienté nord-ouest/sud-est, le boulevard Edgar-Quinet commence à l'est au 232, boulevard Raspail et finit à l'ouest au 25, rue du Départ. Il est parallèle au boulevard du Montparnasse et longe, dans la partie est, le mur de clôture septentrional du cimetière du Montparnasse.
Un terre-plein central aménagé en voie piétonne sépare les deux chaussées affectées à la circulation automobile. Il est interrompu et divisé en deux parties distinctes au niveau de l'intersection où convergent les rues d'Odessa, du Montparnasse, Delambre et de la Gaîté.
À l'ouest, le boulevard Edgar-Quinet est desservi par la ligne 6 du métro de Paris à la station Edgar Quinet située sur ce carrefour. À son extrémité est se trouve la station  Raspail, également ligne 6.

## Origine du nom
Cette voie porte le nom d'Edgar Quinet (1803-1875) historien, poète, philosophe et homme politique français.
La partie est du terre-plein a reçu en 1996 la dénomination « allée Georges-Besse » en hommage au dirigeant d'entreprise  Georges Besse (1927-1986), qui a été assassiné le 17 novembre 1986 par le groupe Action directe devant son domicile, au 16, boulevard Edgar-Quinet.
Sa partie ouest est depuis 1999 dénommée « place Fernand-Mourlot » en hommage au maître-imprimeur Fernand Mourlot (1895-1988) qui installa son atelier à proximité en 1976. 

## Historique
Anciennement, c'était :
- à l'extérieur de l'ancien mur d'octroi :

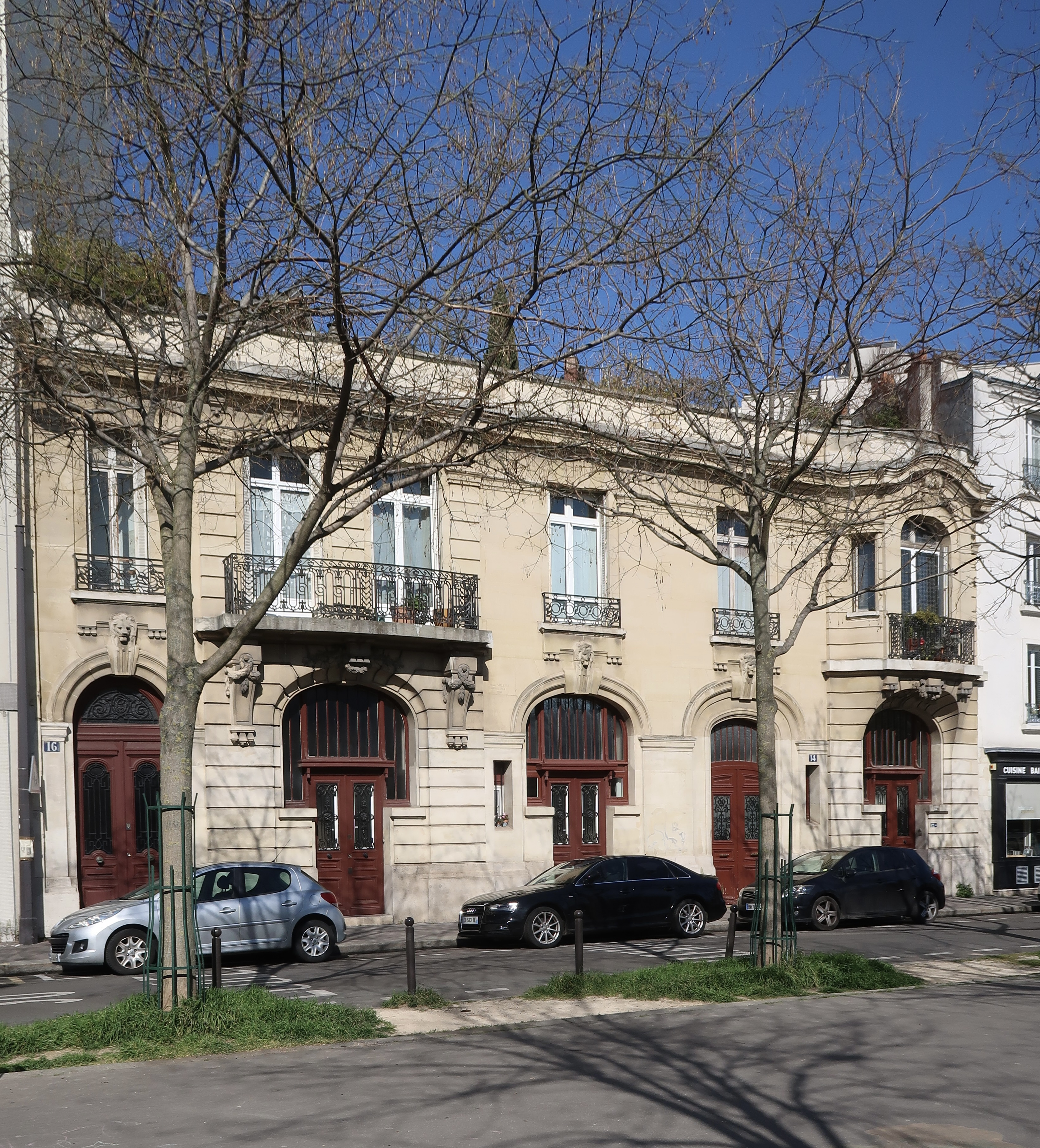
Hôtels particuliers, n°14-16.

  - une partie du boulevard de Montrouge, pour la partie située entre les actuels boulevard Raspail et rue de la Gaîté ;
  - une partie du boulevard de Vanves, pour la partie située entre les actuelles rue de la Gaîté et rue du Départ.
- à l'intérieur de l'ancien mur d'octroi :
  - le chemin de ronde d'Enfer pour la partie située entre les actuels boulevard Raspail et rue du Montparnasse ;
  - le chemin de ronde du Montparnasse, pour la partie située entre les actuelles rue du Montparnasse et rue du Départ.

Le boulevard est créé en 1864 sur l'ancien mur des Fermiers généraux sous le nom de « boulevard de Montrouge », et prend en 1879 son nom actuel.
Lors de la rénovation du secteur Maine-Montparnasse, en 1968, la partie comprise entre les rues du Départ et de l'Arrivée est supprimée.

## Bâtiments remarquables et lieux de mémoire

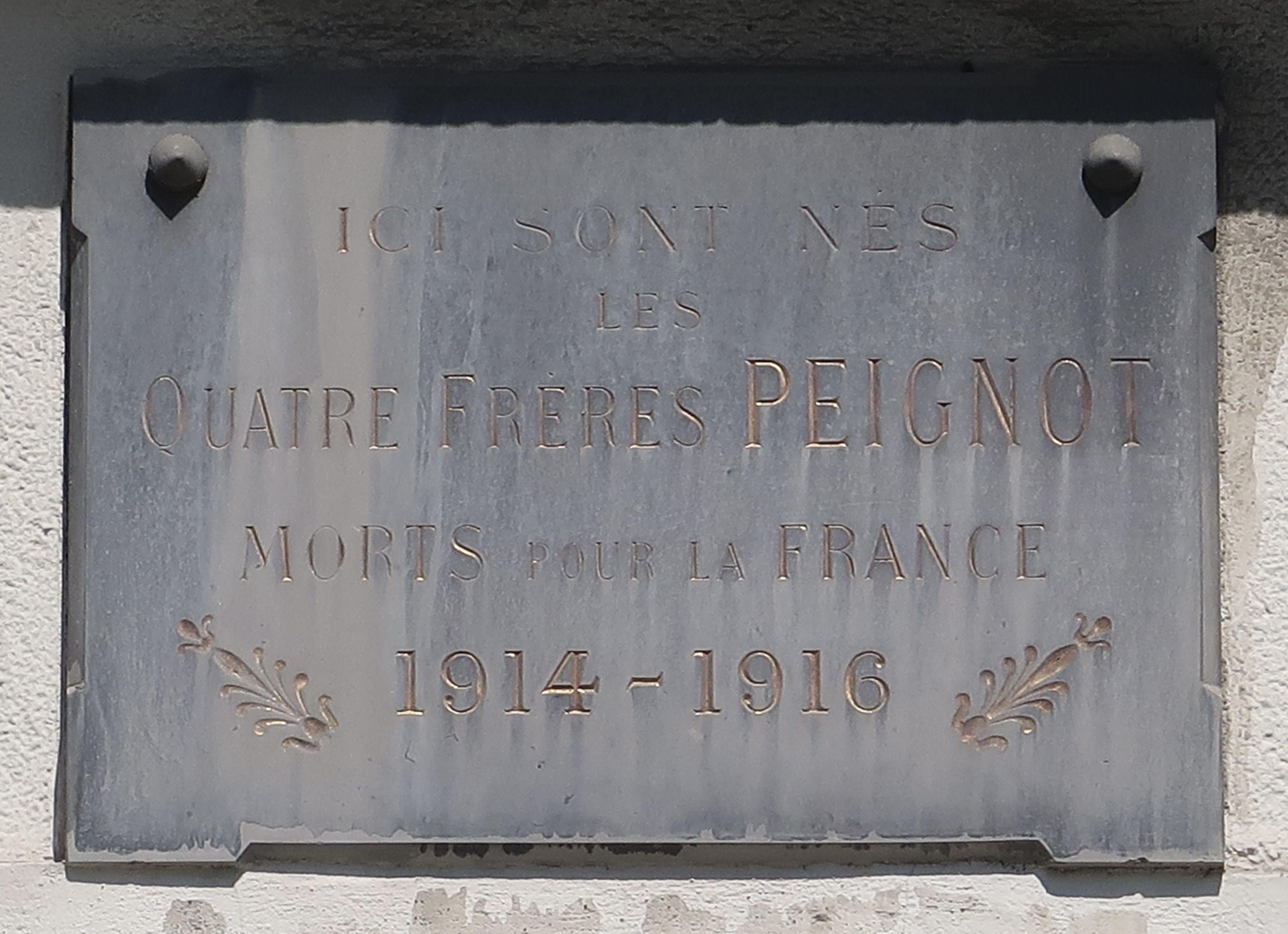
Plaque en hommage aux quatre frères Peignot au no 68. À noter qu'il existe aussi une rue des Quatre-Frères-Peignot dans le 15e arrondissement.

- No 3 : entrée principale du cimetière du Montparnasse qui, avec ses 19 hectares, est la deuxième nécropole intra muros de Paris et aussi l'un des plus importants espaces verts de la capitale.
- No 4 : ancienne chapelle Notre-Dame-de-Consolation, aujourd'hui désaffectée, construite en 1933 par Delaville, les vitraux et les mosaïques étaient de Mauméjean[2].
- No 19 : en 1904, la peintre galloise Gwen John, récemment arrivée à Paris, s'y installe. Elle déménagera au 7 rue Saint-Placide en 1906[3].
- No 29 : domicile du philosophe et écrivain Jean-Paul Sartre[4].
- No 31 : emplacement du « Sphinx », ancienne célèbre maison close du Paris des années 1930[5],[6].
- No 39 : en 1924, André Malraux habita dans un immeuble à cet emplacement, qui est aujourd'hui disparu[réf. nécessaire].
- No 58 : théâtre d'Edgar.
- No 60 : anciennement New Monocle, cabaret exclusivement féminin et lesbien ouvert après la Seconde Guerre mondiale, successeur du Monocle, lui situé à Montmartre durant l'entre-deux-guerres et dont Brassaï avait réalisé des photographies[7].
  - Le 1er janvier 1930 s’ouvre une boîte de nuit appelée Maldoror. Outrés que l’on associe l’œuvre de Lautréamont à un lieu de plaisirs bourgeois, les surréalistes organisent un commando de protestation, le 14 février. René Char, André Breton, André Thirion et Marcel Noll saccagent la salle[8].
- Au croisement avec le boulevard Raspail est installée la statue d'Ossip Zadkine La Naissance des formes (1958).

### Au cinéma
Au début du film Le Tueur (1972) de Denys de La Patellière, après un long travelling de haut en bas de la tour Montparnasse en construction, on voit Jean Gabin sortir du no 31, situé juste à côté de la tour, et entrer dans le bar mitoyen.

Galerie de photographies
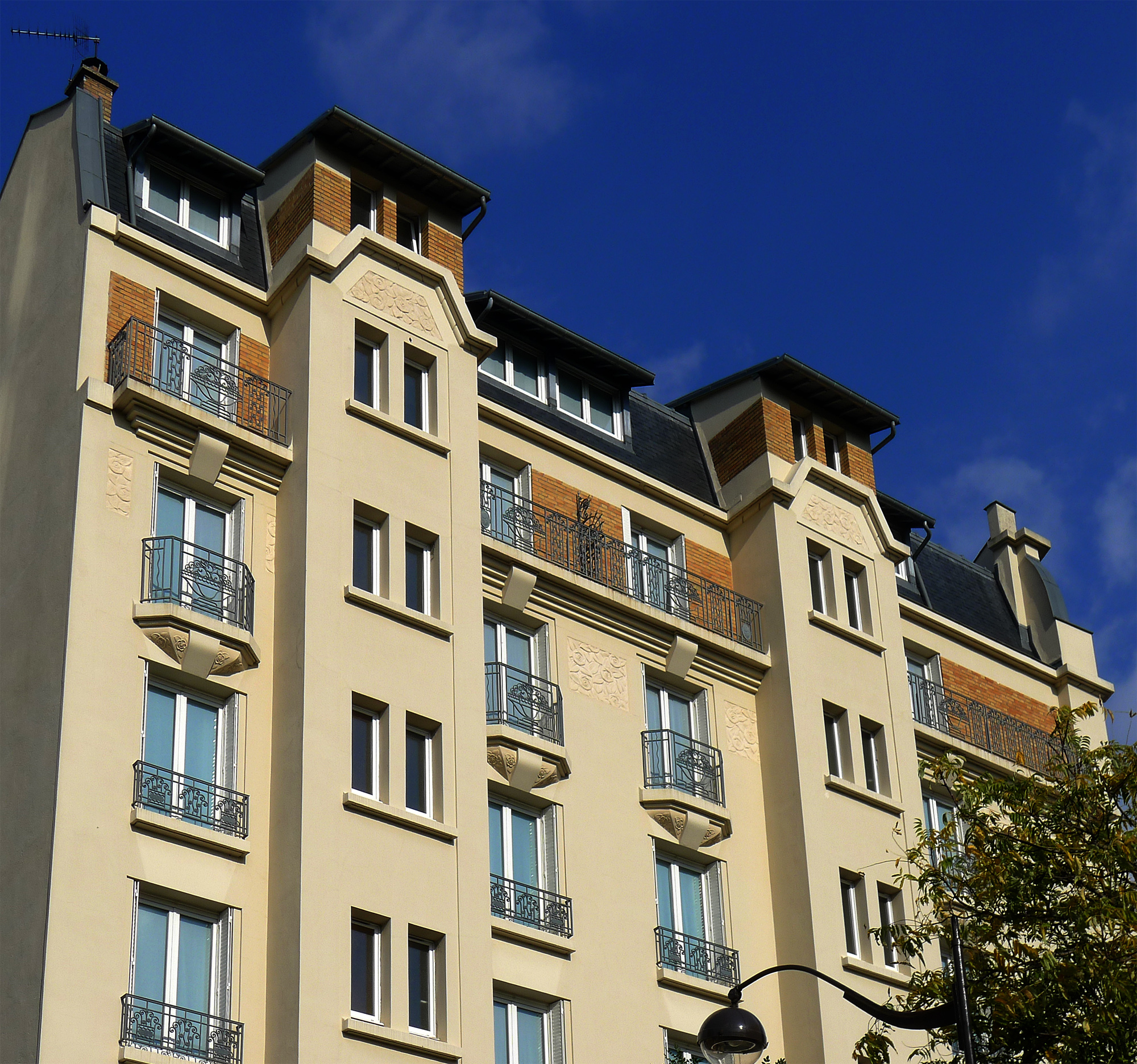
No 2 : immeuble Art déco.
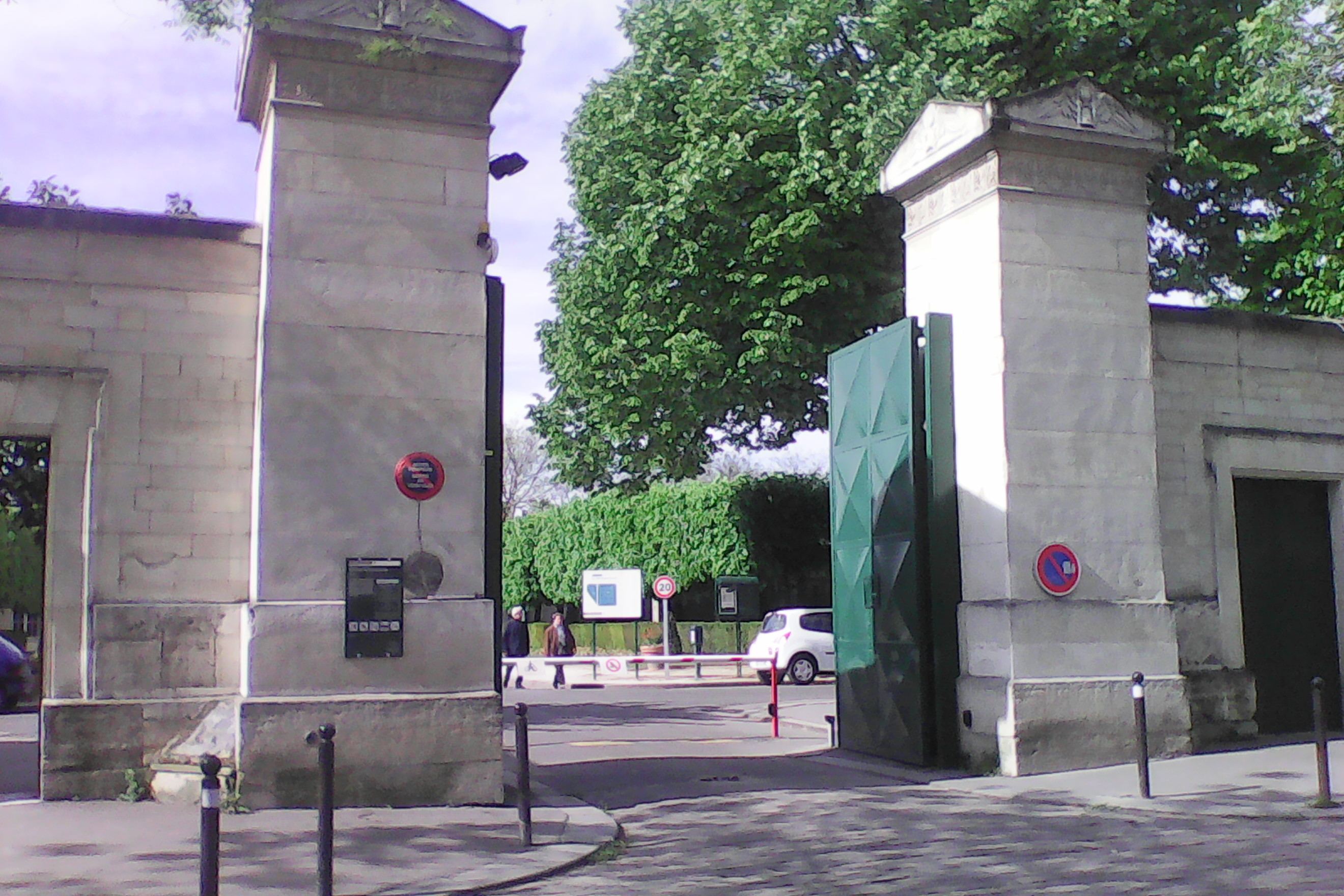
No 3 : entrée principale du cimetière du Montparnasse.
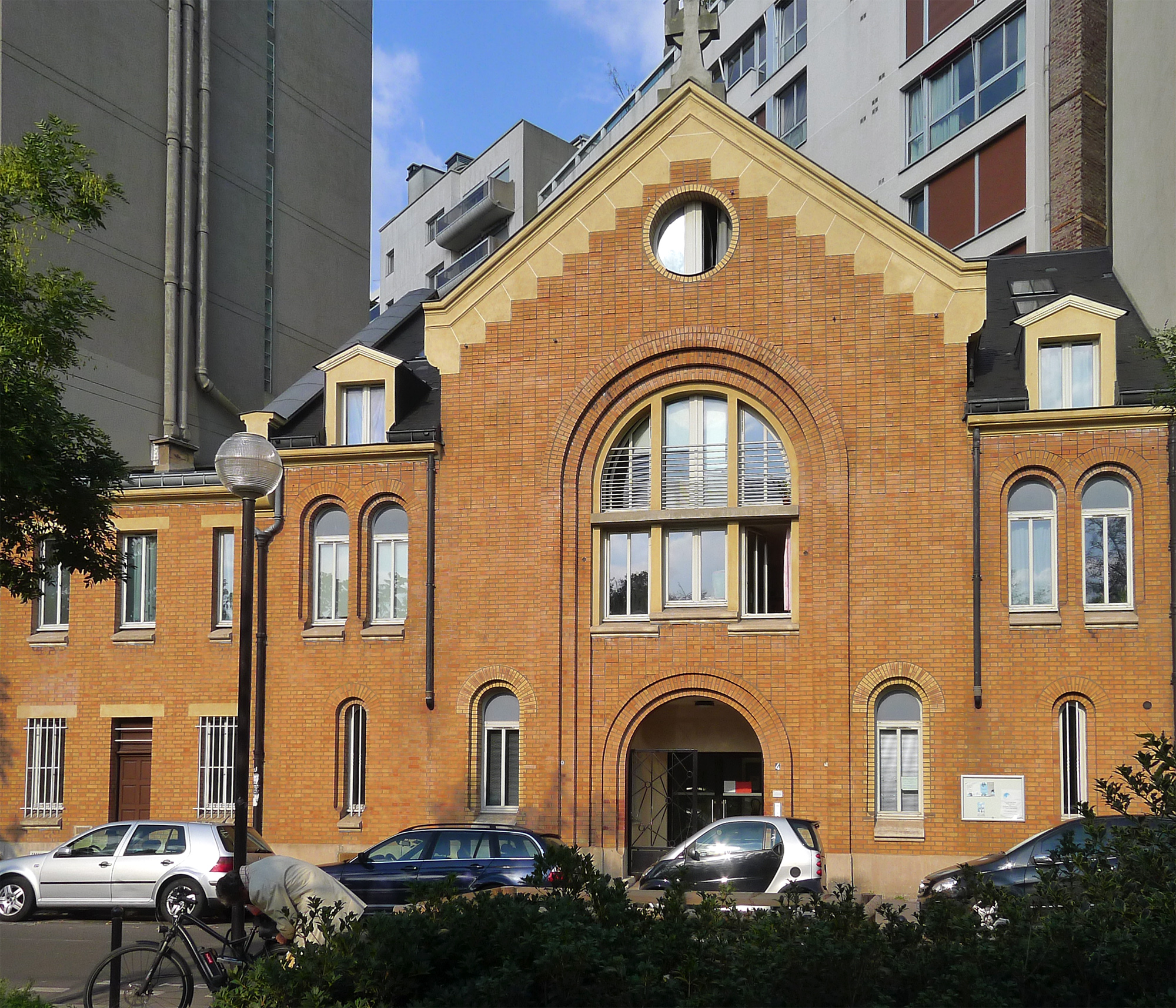
No 4 : ancienne chapelle Notre-Dame-de-Consolation.
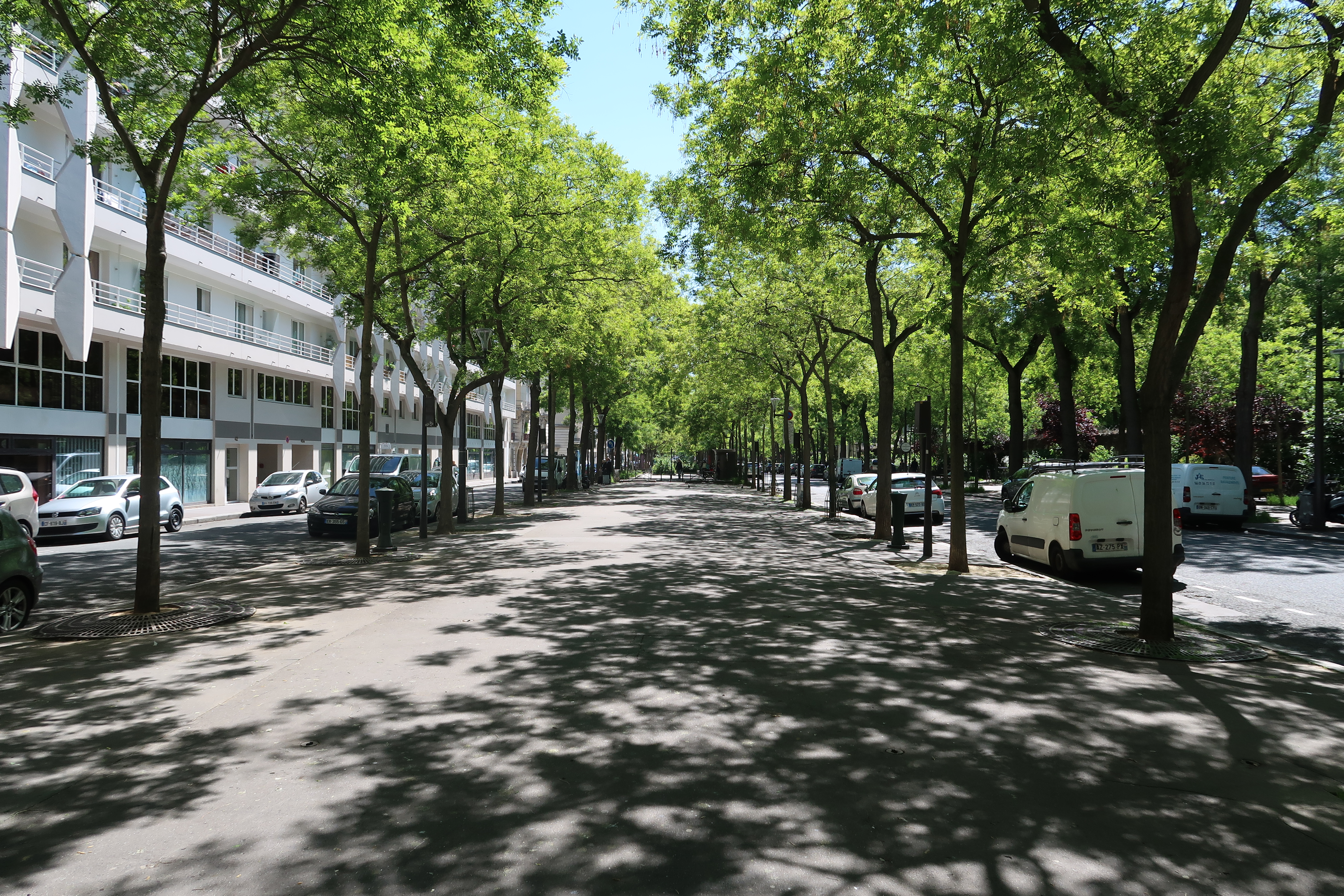
L'allée Georges-Besse.
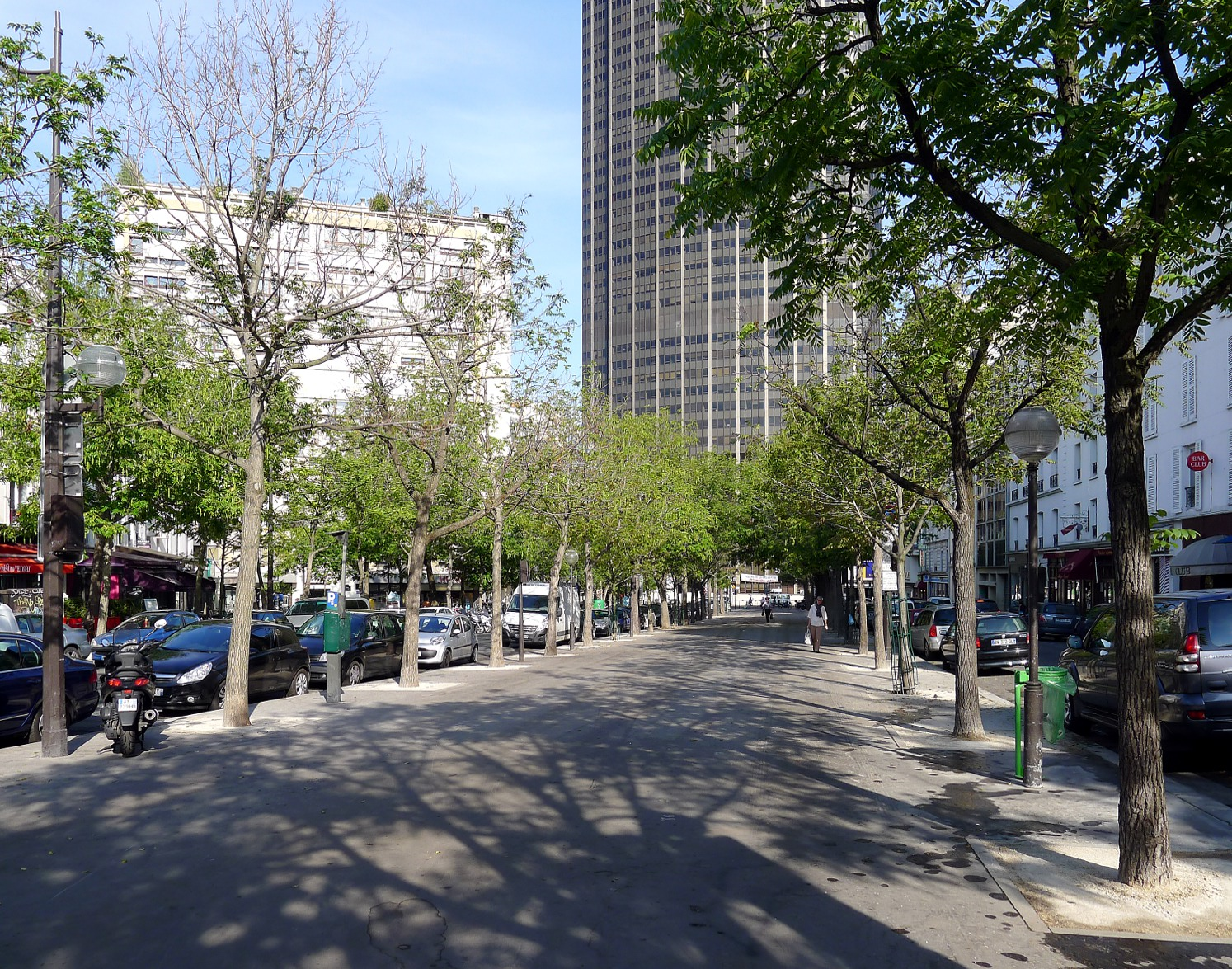
Terre-plein central, dit « place Fernand-Mourlot », vu en direction de la tour Montparnasse.
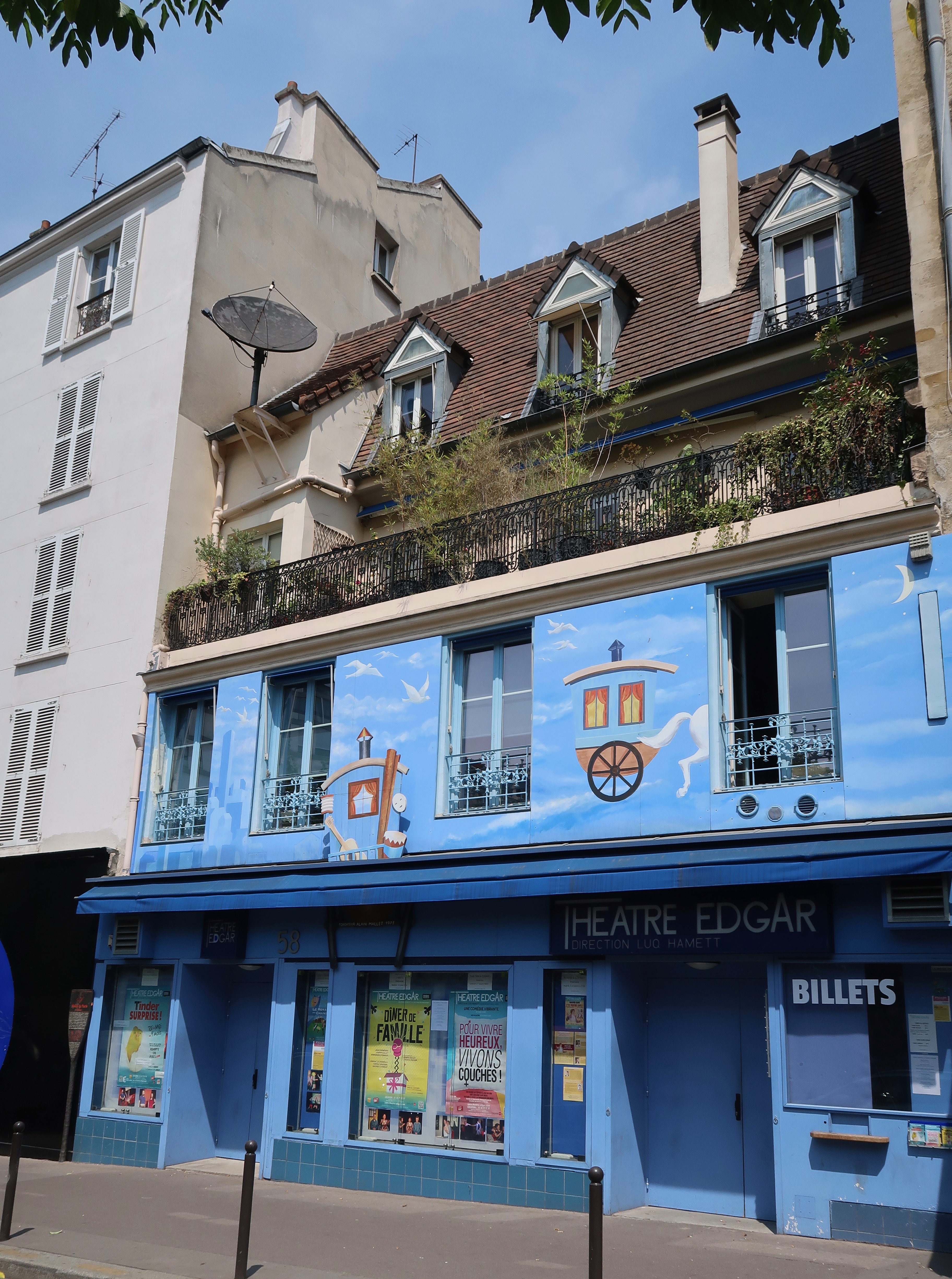
No 68 : théâtre d'Edgar.